# Guangzhou International Women's Open 2006
Il Guangzhou International Women's Open 2006 è stato un torneo di tennis giocato sul cemento. È stata la 3ª edizione del Guangzhou International Women's Open, che fa parte della categoria Tier III nell'ambito del WTA Tour 2006. Si è giocato a Canton in Cina, dal 25 settembre al 1º ottobre 2006.

## Campionesse

### Singolare
Anna Čakvetadze ha battuto in finale  Anabel Medina Garrigues con il punteggio di 6–1, 6–4

### Doppio
Li Ting /  Sun Tiantian hanno battuto in finale  Vania King /  Jelena Kostanić con il punteggio di 6–4, 2–6, 7–5